# ナポ
ナポ（1987年11月18日 - ）は、太田プロダクション所属のお笑い芸人。東京都出身。
本名は町田 啓（まちだ けい）。サイズは身長176cm、体重59kg、血液型はA型。 

## 来歴・概説
父親が日本人で母親がポーランド人。日本語・ポーランド語・英語・ドイツ語の4カ国語が堪能のクワドリンガルである。
2011年4月、太田プロエンタテイメント学院3期生として入学、2012年3月卒業。
高校を中退したため、高卒認定に合格しその後立教大学現代心理学部卒業（番組の企画で早稲田大学、法政大学も受験し、いずれも合格した）。
IQは146で、メンサの会員でもある。

## 出演

### テレビ
- 雨上がり決死隊のトーク番組アメトーーク!（テレビ朝日）-2013年12月30日
- 時間がある人しか出れないTV（TBS）
- 有吉ベース（フジテレビONE）
- やりすぎ都市伝説
- 深夜に発見!新shock感〜一度おためしください〜（テレビ東京）

### インターネット放送
- PASSPO☆のお笑いシアターホール（アメーバスタジオ）